# Mihael II. Amorijski
Mihael II. Amorijski (grč. Μιχαήλ Γʹ, Mikhaēl III) (Amorij, Frigija, ? - ?, 2. listopada 829.), bizantski car od 820. godine, osnivač amorijske dinastije.
Isprva je bio u vojnoj službi, gdje se istaknuo kao suborac Lava V. Armenca, Bardana Turčina i Tome Slavena. S vremenom je napredovao do zapovjednika carske straže i patricija. Postao je carem tako što je u uroti dao pogubiti svog nekadašnjeg prijatelja, cara Lava V. Prve godine njegove vladavine obilježio je građanski rat potaknut ustankom Tome Slavena koji se proglasio carem (820. – 823.), čija je pobuna u Kapadokiji bila ugušena uz podršku Bugara.
Za njegove vladavine Arapi su osvojili otok Kretu (826. ili 827.) i osvojili dio Sicilije (827. – 829.). U ikonoklastičkom je sporu ostao suzdržan, zabranivši daljnje rasprave.
Zbog čestih ratnih djelovanja nije se previše zanimao za ikonoborstvo te je prema tome zauzeo umjereni stav, tj. nije priznao ni Nicejski ni druge  sabore, nego je zabranio da se raspravlja o tome.
Kako bi pridržao prijestolje za svoje potomke, uzeo je sebi za suvladara sina Teofila, koji ga je zatim naslijedio.